# Андриановская (Шенкурский район)
Андриановская — нежилая деревня в Шенкурском районе Архангельской области. Входит в состав муниципального образования «Шеговарское».

## География
Деревня расположена в южной части Архангельской области, в таёжной зоне, в пределах северной части Русской равнины, в 33 километрах на север от города Шенкурска, на левом берегу реки Ледь, притока Ваги. На расстоянии 1,3 километра от деревни проходит автомобильная дорога федерального значения М8 «Холмогоры». Ближайшие населённые пункты: на юге деревни Чаплинская, на севере деревня Яковлевская.
Часовой пояс
Андриановская, как и вся Архангельская область, находится в часовой зоне МСК (московское время). Смещение применяемого времени относительно UTC составляет +3:00.

## Население
| 2002 | 2010 | 2012 |
| ---- | ---- | ---- |
| 0    | →0   | →0   |

## История
Указана в «Списке населённых мест по сведениям 1859 года» в составе Шенкурского уезда(2-го стана) Архангельской губернии под номером «2384» как «Андрiяновская (Залепешье)». Насчитывала 3 двора, 7 жителей мужского пола и 13 женского.
В «Списке населенных мест Архангельской губернии к 1905 году» деревня Андреяновская (Лепеха) насчитывает 5 дворов, 22 мужчины и 19 женщин. В административном отношении деревня входила в состав Предтеченского сельского общества Предтеченской волости.
На 1 мая 1922 года в поселении 8 дворов, 15 мужчин и 23 женщины.